# Amerikahaven

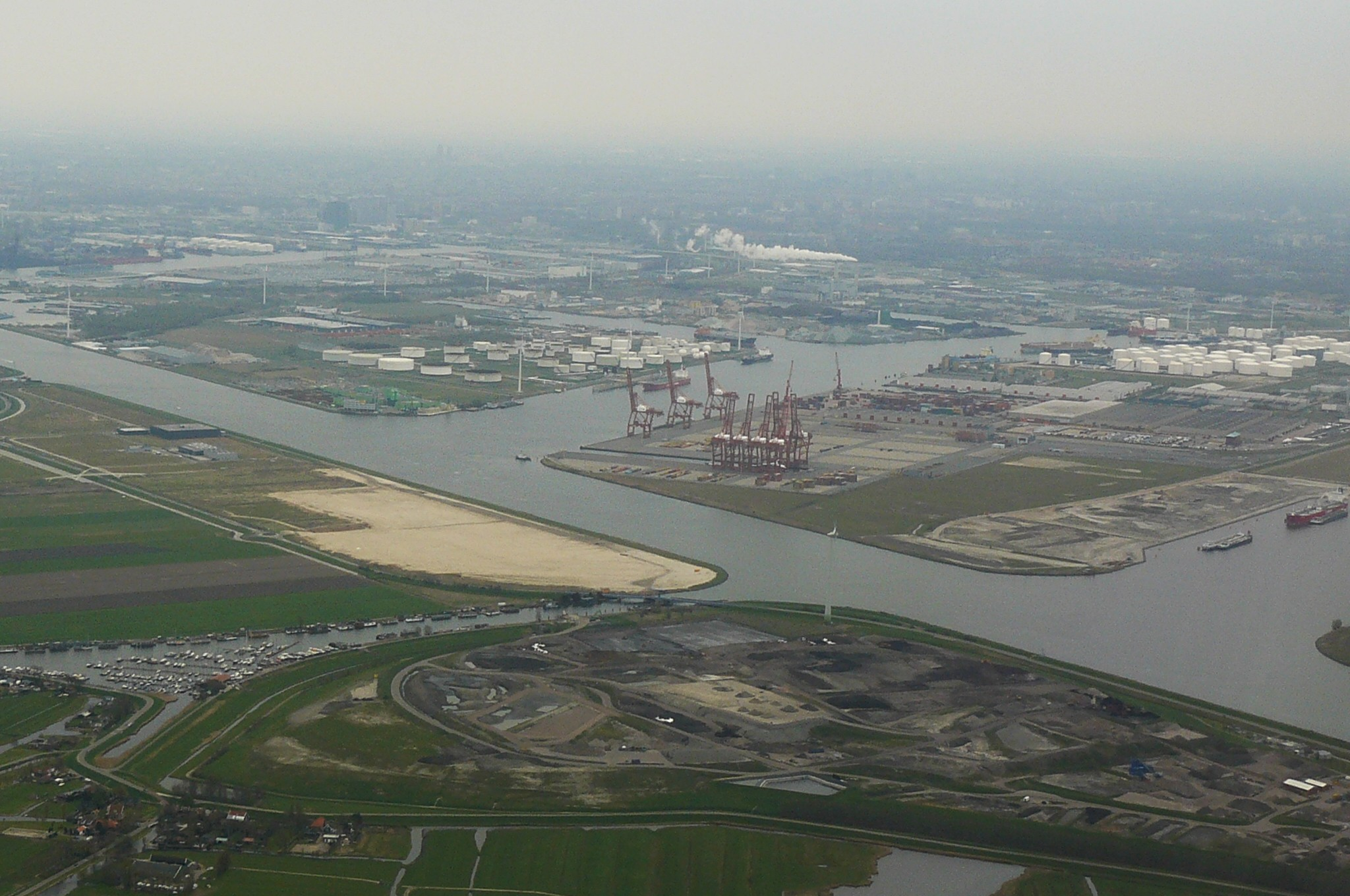
Amerikahaven met rechts de toegang tot de Afrikahaven

De Amerikahaven is een haven in het Amsterdamse havengebied. De haven werd gegraven in de jaren zestig en ligt aan de zuidkant van het Noordzeekanaal, in de vroegere Groote IJpolder, ten oosten van het vroegere Zijkanaal F.
De haven in Westpoort bestaat uit verschillende havenbekkens: de Australiëhaven, de Aziëhaven, de Tasmaniëhaven, de Texashaven, de Cacaohaven en de Alaskahaven.
Tussen de Australië- en de Aziëhaven vindt overslag en bewerking van bouwmaterialen plaats, terwijl bij Amsterdam Container Terminals in onder meer de Alaskahaven, een insteekhaven, de overslag van containers plaatsvindt. Verder worden in de haven olie, kolen, voedselproducten en plantaardige oliën verwerkt.

## Amsterdam Container Terminal
In 1996 kwam het havenbedrijf in contact met de Grieks-Amerikaanse Cristos N. Kritikos, de eigenaar van het grote Amerikaanse containeroverslagbedrijf Ceres Terminals. Ceres was bereid in samenwerking met het havenbedrijf een revolutionaire containerterminal te bouwen. De plannen bestonden uit een insteekhaven, de huidige Alaskahaven, met containerkranen aan beide zijden. Schepen konden extra snel worden gelost en geladen omdat aan beide zijden de kranen hun werk konden doen. Verder kwamen er twee conventionele aanlegplaatsen; hier werden de containers geladen en gelost over één boordkant. In mei 1999 ging de gemeenteraad akkoord met de plannen en was bereid 280 miljoen gulden te investeren. Het aandeel van Ceres zou 95 miljoen gulden bedragen. In 2000 waren de bouwplannen uitgevoerd en de terminal klaar voor gebruik.
De hooggespannen verwachtingen kwamen niet uit. In de eerste drie jaar dat de terminal in bedrijf was, kwam er slechts een containerschip met lege containers om de terminal te testen. In oktober 2002 verwierf de Japanse rederij Nippon Yusen Kaisha Line (NYK) een belang van 50% in de terminal. Een paar jaar later kwam de terminal volledig in handen van NYK. In 2005 kwam de eerste lijndienst met Azië tot stand en leek de toekomst rooskleuriger. Vier jaar later, in januari 2009, kreeg de terminal wederom een nieuwe eigenaar, Hutchison Port Holdings uit Hongkong. Het succes van de terminal is uitgebleven en het aantal behandelde containers in Amsterdam schommelt de laatste jaren rond een schamele 50.000 eenheden. Hutchison hevelde de containerroutes uit Azië over naar Rotterdam. Pogingen om er een overslagterminal voor de binnenvaart van te maken, liepen op niets uit. In 2012 werd het bedrijf opgeheven en sindsdien wordt het terrein niet gebruikt. Per eind 2012 werden vier van de negen containerkranen verkocht. Hutchison huurt het terrein nog tot 2041.
De terminal heeft een oppervlakte van 55 hectare. De kade is 1.105 meter lang en biedt ruimte voor drie schepen; de insteekhaven is 540 meter lang en 57 meter breed en de twee conventionele ligplaatsen hebben een totale lengte van 615 meter. Schepen met een maximale diepgang van 15 meter kunnen aanmeren.
Hieronder nog een overzicht van alle overgeslagen containers in de haven van Amsterdam:
| Omschrijving      | 1990    | 1995      | 2000    | 2005    | 2006      | 2007      | 2008      | 2009      | 2010    | 2011    |
| ----------------- | ------- | --------- | ------- | ------- | --------- | --------- | --------- | --------- | ------- | ------- |
| Aantal Containers | 52.279  | 69.732    | 47.681  | 53.469  | 198.643   | 244.696   | 267.128   | 132.418   | 46.590  | 35.381  |
| idem in TEU       | 63.582  | 91.112    | 52.829  | 65.844  | 305.995   | 385.604   | 436.074   | 203.084   | 60.043  | 48.514  |
| Lading in tonnen  | 805.766 | 1.111.016 | 781.789 | 925.341 | 3.256.801 | 3.435.150 | 3.901.892 | 1.867.951 | 829.856 | 605.135 |

In juni 2014 werd bekend dat het terrein een overslagplek wordt voor afval en een bouwwerf voor windmolens. CWT Sitos zal huisvuil uit Groot-Brittannië in containers aanvoeren om verder met vrachtwagens naar het Afval Energie Bedrijf te transporteren. Per week zullen straks circa tachtig afvalcontainers worden gelost. Op de noordelijke punt van het terrein gaat havenbedrijf MEO onderdelen voor windmolens opslaan en er kunnen molens geassembleerd worden. MEO is een onderdeel van het havenbedrijf TMA Group dat met dochter ACS ook actief is in de cacao-overslag in Amsterdam. MEO sluit andere overslagactiviteiten op termijn niet uit.

## Mobil raffinaderij
Het zeehavenbeleid van de jaren zestig zag zeer goede mogelijkheden voor een groot petrochemisch complex aan het Noordzeekanaal. Amsterdam beschikte al over diverse opslagplaatsen voor olie en olieproducten, maar een raffinaderij ontbrak. De gemeente reserveerde hiervoor ruimte in de Amerikahaven. Het Amerikaanse olieconcern Mobil Oil had een optie genomen op een terrein in Rotterdam voor de vestiging van een raffinaderij, maar deze werd weggelokt naar Amsterdam die zeer gunstige voorwaarden bood. Mobil Oil kon aan de in 1967 gereedgekomen Amerikahaven een terrein voor vijftig jaar huren tegen een zeer aantrekkelijke huurprijs; in de eerste tien jaar betaalde het bedrijf minder dan een gulden per vierkante meter. In september 1966 werd de bouw gestart van de raffinaderij, opslagtanks en twee zeesteigers. Twee jaar later vond de officiële opening plaats. De raffinaderij had een capaciteit om circa 80.000 vaten olie per dag te verwerken. Andere initiatieven om petrochemische bedrijven aan te trekken mislukten; mensen in de nabije omgeving protesteerden tegen mogelijke milieuverontreiniging en de eerste oliecrisis leidde tot een onzeker investeringsklimaat in de sector. In 1982 werd de raffinaderij gesloten en alleen de opslagtanks worden nu nog gebruikt.
Voor de aanvoer van aardolie kreeg de raffinaderij een pijpleidingverbinding met de haven van Rotterdam. Grote tankers konden de Amerikahaven niet bereiken vanwege de sluizen. Tankers met een laadvermogen van 85.000 DWT konden de Amsterdamse haven wel bereiken, maar veel grotere tankers waren al in de vaart. In Rotterdam konden deze grote tankers wel binnenvaren en hun lading lossen. De pijpleiding met een lengte van 83 kilometer werd aangelegd door de Nederlandse Pijpleidingmaatschappij waarin de gemeente Amsterdam en de Staat beiden een belang van 50% hadden. Na het sluiten van de Mobil raffinaderij werd de pijpleiding niet meer gebruikt. Tegenwoordig wordt een klein deel van de leiding gebruikt voor het transport van CO2 van de Rotterdamse haven naar de kassen van het Westland.
| Havens en werven in het Amsterdamse havengebied |
| --- |
| · Afrikahaven Zanzibarhaven Madagascarhaven Amerikahaven Alaskahaven Cacaohaven Texashaven Aziëhaven Australiëhaven Tasmaniëhaven ADM-haven Westhaven Hornhaven Moezelhaven Mainhaven Beringhaven Suezhaven Bosporushaven Sonthaven Jan van Riebeeckhaven Usselincxhaven C. Reynierszhaven Adenhaven Ashaven Petroleumhaven Coenhaven Mercuriushaven Vlothaven Neptunushaven Minervahaven Houthaven Nieuwe Houthaven Bewaarhaven Oude Houthaven Sixhaven Ponthaven IJhaven Ertshaven Spoorwegbassin Entrepothaven Shipdock NDSM Oranjewerf Oranjesluizen P.W.Alexandersluis Noordzeekanaal IJ Dirk Metselaarhaven Isaac Baarthaven Wim Thomassenhaven |